# Collonges-sous-Salève

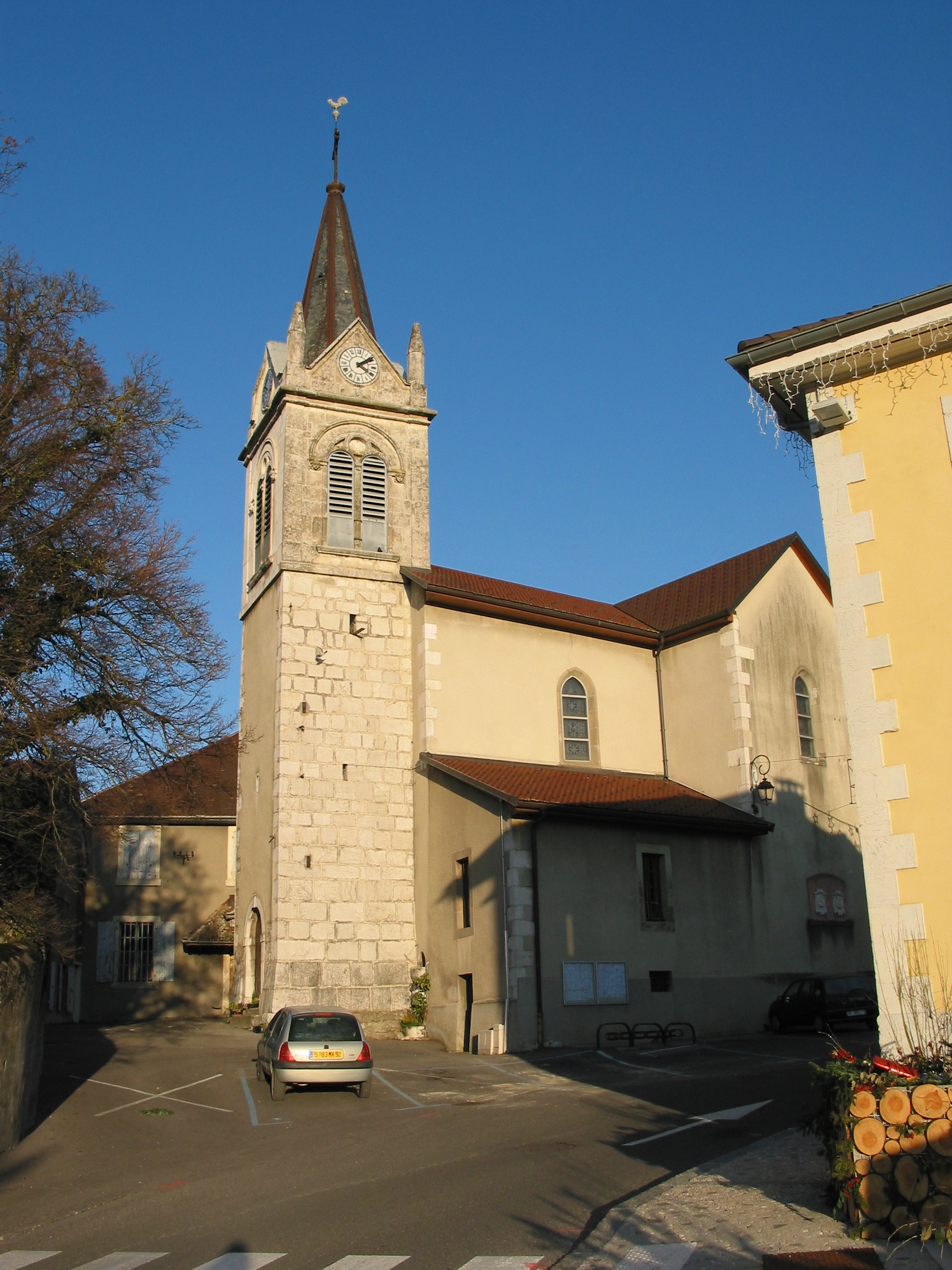
Kościół (2012)

Collonges-sous-Salève – miejscowość i gmina we Francji, w regionie Owernia-Rodan-Alpy, w departamencie Górna Sabaudia.
Według danych na rok 1990 gminę zamieszkiwało 2696 osób, a gęstość zaludnienia wynosiła 440 osób/km² (wśród 2880 gmin regionu Rodan-Alpy Collonges-sous-Salève plasuje się na 330. miejscu pod względem liczby ludności, natomiast pod względem powierzchni na miejscu 1425.).